# Belej
Belej (olaszul: Bellei) falu Horvátországban Tengermellék-Hegyvidék megyében. Közigazgatásilag Mali Lošinjhoz  tartozik.

## Fekvése
Cres szigetén a Cresből Mali Lošinjba menő 100-as számú főút mellett a sziget belsejében egy fennsík közepén 130 méter magasságban fekszik. Cres városától légvonalban 21 km-re délre, Osortól 10 km-re északra található. A Koromačno-öbölben levő festői, sziklás strandjához 2 km hosszú szűk, aszfaltos út vezet le.

## Történelme
A sziget első ismert lakói az illírek voltak, majd őket a rómaiak követték. Az ókorban Cres és Lošinj szigete még egy szigetet képezett, melyet Apszürtosz görög mondai hősről Apszirtidesznek neveztek. A szigetet azonban még az ókorban kereskedelmi okok miatt Osornál egy csatornával kettévágták. A 9. századtól Osor püspökségi székhely és e terület gazdasági, kereskedelmi és vallási központja volt. A sziget területe évszázadokig csak gyéren lakott volt, lakói pásztorok voltak. Belej tulajdonképpen három pásztortelepülésből (Belej, Banići és Kačićevi) keletkezett. Banići a régi Belejtől északra, Kačićevi pedig nyugatra fekszik. Ma is különálló települések. Miután azonban a templom, a posta és az iskola is Belejen volt a második világháborút követően a három település Belej néven egyesült. 
1857-ben 225, 1910-ben 376 lakosa volt. A település 1918-ig az Osztrák–Magyar Monarchia része volt, majd olasz megszállás alá került. 1943-ban átmenetileg horvát és jugoszláv egységek szabadították fel. A német megszállás 1943-tól 1945-ig tartott. 1945 és 1990 között Jugoszlávia része volt, majd az önálló horvát állam megalakulása után Horvátország része lett. 2011-ben 55 lakosa volt.

## Lakosság
| Lakosság változása | Lakosság változása | Lakosság változása | Lakosság változása | Lakosság változása | Lakosság változása | Lakosság változása | Lakosság változása | Lakosság változása | Lakosság változása | Lakosság változása | Lakosság változása | Lakosság változása | Lakosság változása | Lakosság változása | Lakosság változása |
| ------------------ | ------------------ | ------------------ | ------------------ | ------------------ | ------------------ | ------------------ | ------------------ | ------------------ | ------------------ | ------------------ | ------------------ | ------------------ | ------------------ | ------------------ | ------------------ |
| 1857               | 1869               | 1880               | 1890               | 1900               | 1910               | 1921               | 1931               | 1948               | 1953               | 1961               | 1971               | 1981               | 1991               | 2001               | 2011               |
| 225                | 226                | 230                | 328                | 334                | 376                | 393                | 437                | 343                | 269                | 197                | 136                | 96                 | 72                 | 64                 | 55                 |

## Nevezetességei
Szent György vértanú tiszteletére szentelt plébániatemploma, szolgálatát Osorból látják el. Értékei Szent György és Szent Rókus fából faragott barokk szobrai.